# Test Drive Off-Road Wide Open
Test Drive Off-Road Wide Open (с англ. — «Тест-драйв: Широкие просторы бездорожья»), на территории Европы известная как просто Off-Road Wide Open — видеоигра в жанре аркадных автогонок, разработанная Angel Studios и изданная компанией Infogrames для приставок PlayStation 2 и Xbox в 2001 году. Является первой игрой серии Test Drive, разработанной для шестого поколения игровых систем, а также четвёртой и последней частью цикла Off-Road.

## Игровой процесс
Test Drive Off-Road Wide Open, как и предыдущие части, сосредотачивается на гонках по бездорожью и выполнена в трёхмерной графике.
На выбор игроку предоставлены внедорожники от таких производителей, как Hummer, Jeep, Ford и других. У каждого из транспортных средств есть несколько модификаций, различающихся между собой внешним видом и характеристиками (тягой, максимальной скоростью, ускорением и управлением): стоковая, модифицированная, профессиональная и неограниченная (последние две открываются в течение прохождения игры). Каждый автомобиль можно перекрасить. Имеется возможность перераспределения веса, помогающая регулировать крен машины во время нахождения в воздухе. Версия для PlayStation 2 включает в себя многопользовательский режим с технологией разделённого экрана для двух игроков, а версия для Xbox — до четырёх игроков. Помимо этого, версия для Xbox содержит большее количество внедорожников.
В игре представлены четыре режима. В «Одиночной гонке» игрок выбирает уровень сложности (лёгкий, средний или трудный), трассу и внедорожник, и, чтобы победить, должен занять первое место среди восьми участников. «Карьерная гонка» — режим, доступный только одному игроку и включающий турниры, в ходе которых игрок зарабатывает деньги, необходимые для покупки новых транспортных средств. В «Свободной езде» игрок выбирает одну из трёх локаций и один из доступных внедорожников и свободно передвигается по выбранной локации в целях её изучения. «Стадионная гонка» — режим, доступный только в версии для Xbox, в котором состязания проходят на специальных закрытых треках.

## Разработка и выход игры
Test Drive Off-Road Wide Open была анонсирована 19 октября 2000 года. За разработку была ответственна студия Angel Studios, известная по другому симулятору гонок по бездорожью — Smuggler’s Run. Новая игра стала первой из серии Test Drive, вышедшей на PlayStation 2 и Xbox, и стала последней частью Off-Road. Игра демонстрировалась на выставке E3 2001. В ходе создания были значительно улучшены графика, управление и режимы игры. Test Drive Off-Road Wide Open создавался на базе движка Angel Game Engine (AGE), который использовался в предыдущих играх от Angel Studios. Саундтрек включает композиции от Metallica, Fear Factory и других.
Выход состоялся 24 августа 2001 года на PlayStation 2 и 14 ноября на Xbox в Северной Америке. В Европе игра была выпущена под укороченным названием Off-Road Wide Open 30 ноября 2001 года на PlayStation 2 и 24 мая 2002 года на Xbox.

## Оценки и мнения
| Сводный рейтинг    | Сводный рейтинг | Сводный рейтинг |
| Издание            | Оценка          | Оценка          |
| Издание            | PS2             | Xbox            |
| ------------------ | --------------- | --------------- |
| GameRankings       | 66,72 %         | 61,61 %         |
| Game Ratio         | 69 %            | 61 %            |
| Metacritic         | 70/100          | 64/100          |
| MobyRank           | 64/100          | 66/100          |
| Иноязычные издания |                 |                 |
| Издание            | Оценка          | Оценка          |
| Издание            | PS2             | Xbox            |
| AllGame            | [ 10 ]          | [ 11 ]          |
| EGM                | 5,67/10         |                 |
| Game Informer      | 6,25/10         | 6,5/10          |
| GamePro            | [ 15 ]          | [ 16 ]          |
| GameRevolution     | B-              | C+              |
| GameSpot           | 7,6/10          | 6,8/10          |
| GameZone           | 7,3/10          | 8/10            |
| IGN                | 6,5/10          | 7/10            |
| OPM                | 3/5             |                 |
| OXM                |                 | 5,6/10          |
| Play (UK)          |                 | 3/5             |
| TeamXbox           |                 | 3,1/5           |

Test Drive Off-Road Wide Open, как и предыдущие части, получила смешанные отзывы от критиков. На сайтах GameRankings и Metacritic средняя оценка составляет 66,72 % и 70/100 в версии для PlayStation 2 и 61,61 % и 64/100 в версии для Xbox соответственно. Обозреватели положительно отнеслись к локациям и многопользовательскому режиму, но среди недостатков отметили искусственный интеллект и звуковые эффекты.